# Generali Ladies Linz 2008
Generali Ladies Linz 2008 — жіночий тенісний турнір, що проходив на закритих кортах з твердим покриттям. Це був 22-й за ліком Generali Ladies Linz. Належав до турнірів 2-ї категорії в рамках Туру WTA 2008. Відбувся на TipsArena Linz у Лінці (Австрія) і тривав з 20 до 26 жовтня 2008 року. Ана Іванович здобула титул в одиночному розряді.

## Переможниці та фіналістки

### Одиночний розряд
Ана Іванович —  Віра Звонарьова 6–2, 6–1
- Для Іванович це був 3-й титул за сезоні 8-й - за кар'єру.

### Парний розряд
Катарина Среботнік /  Ай Суґіяма —  Кара Блек /  Лізель Губер 6–4, 7–5